# Любомльський повіт
Любомльський повіт (пол. Powiat lubomelski) — адміністративно-територіальна одиниця на окупованих Українських землях у складі Волинського воєводства міжвоєнної Польщі.

## Історія
Утворений 12 грудня 1920 р. з частини колишнього Володимир-Волинського повіту Української Народної Республіки. Адміністративним центром було місто Любомль. У складі повіту були 7 сільських ґмін (Березьце, Головно, Гуща, Любомль, Пульмо, Шацк і Зґорави) та 1 міська ґміна (Любомль); 101 сільська громада — Солтиство (солецтво) i 1 місто. Зі 183 сільських поселень 10 були знищені та незаселені. 19 лютого 1921 р. ввійшов до складу новоутвореного Волинського воєводства.
27 листопада 1939 р. включений до новоутвореної Волинської області.
17 січня 1940 р. повіт ліквідований у зв'язку з утворенням районів — кожен із кількох ґмін:
- Головнянський — з сільських ґмін Головно, Гуща і Зґорани;
- Любомльський — з міської ґміни Любомль та сільських ґмін Березьце і Любомль;
- Шацький — зі сільських ґмін Пульмо і Шацк.

## Географічні дані
Повіт займав північно-західну частину воєводства і межував із заходу з Люблінським воєводством, з півночі — з Поліським воєводством, зі сходу — з Ковельським, а з півдня — Володимирським повітом.
Площа повіту становила 2.054 км2, населення було 85,5 тис. осіб (за переписом 1931 року), а густота населення становила 41,6 осіб на 1 км2. Крім української більшості (72,2 %) були польська і єврейська меншини.

## Адміністративний поділ

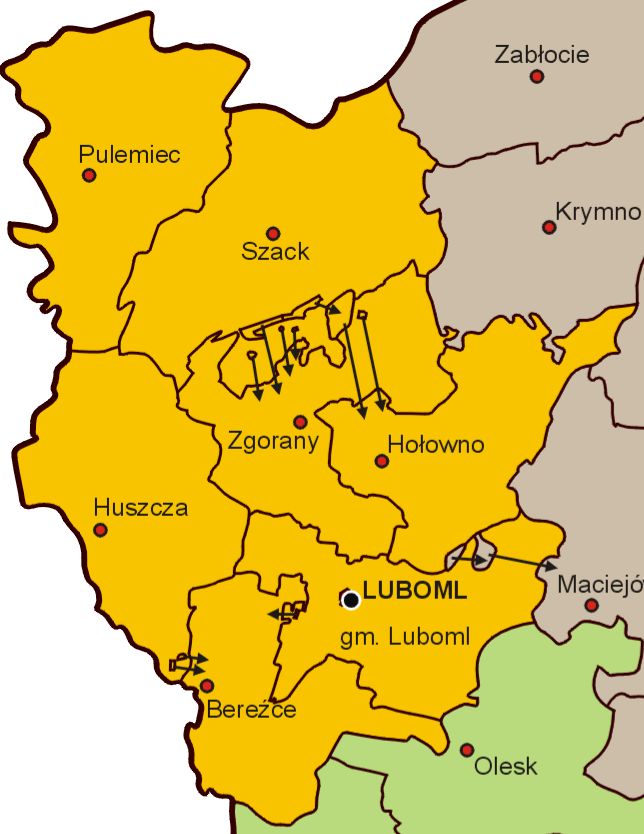
Любомльський повіт

Розпорядженням міністра внутрішніх справ 28 лютого 1934 р. територія міста Любомль розширена шляхом вилучення сіл Любомль і Завалля, частини земель маєтку Любомль і землі міщан Любомля з сільської ґміни Любомль Любомльського повіту і включенням їх до міста.
Міські ґміни:
1. містечко Любомль

Сільські ґміни:
1. Ґміна Березьце
2. Ґміна Головно
3. Ґміна Гуща
4. Ґміна Зґорани
5. Ґміна Любомль
6. Ґміна Пульмо
7. Ґміна Шацк